# 陳廢帝 (越南)
陳廢帝（越南语：／，1361年—1388年）是越南陳朝第十一代皇帝，1377年至1388年在位。名陳晛（越南语：／），《明史》作陳日煒。
1377年1月，陳睿宗在闍槃戰役中被占城軍隊擊斃後，陳晛被太上皇陳藝宗立為皇帝。廢帝在位期間，胡季犛的權勢越來越大，引起了廢帝的恐懼。廢帝試圖除掉胡季犛以增強皇權，但胡季犛搶先向太上皇進讒，致使藝宗於1388年12月脅迫廢帝退位。
陳廢帝退位之後，被封為靈德大王（越南语：／），不久即被迫自殺。廢帝的死標誌著胡季犛篡奪陳朝政權的開始。

## 背景
廢帝陳晛於1361年出生於大越首都昇龍，為陳睿宗和嘉慈皇后的次子。睿宗原本想立長子陳煒為嗣子，但陳煒於1374年因疽病發作而死，年僅14歲。陳睿宗只得追封他為彰武大王，立次子陳晛為太子。
1377年，占城國王制蓬峨在闍槃戰役中殺死陳睿宗。太上皇陳藝宗立陳晛為帝，改元昌符。

## 即位為王
雖然陳廢帝是大越國的皇帝，但他沒有實權，執掌政權的仍然是太上皇陳藝宗。根據《大越史記全書》的記載，廢帝的統治才能比其父睿宗更差，他懦弱和與世無爭的性格導致胡季犛逐漸控制了陳朝的政權。
陳朝軍隊於闍槃戰役為占城所重創之後，占城趁此機會多次北伐。陳朝無力抵擋制蓬峨的軍隊。陳廢帝與太上皇陳藝宗等人害怕占城攻陷國都，甚至考慮帶著皇室財寶和祭祀器物出逃。而此時陳朝饑荒和制蓬峨軍隊的騷擾促使了農民起義的爆發，這使陳朝的局勢更加雪上加霜。
1380年5月，陳朝軍隊由胡季犛率領，在清化第一次擊敗了制蓬峨。此後，杜子平被剝奪軍權，由胡季犛代替其職務，胡季犛從此掌握了陳朝的內政和軍事大權。1382年2月，越將阮多方再敗占軍。但在1383年6月，制蓬峨發動了更為強大的攻勢，兵臨昇龍城下。陳藝宗不顧大臣勸諫，與陳廢帝等出逃。明朝見越占發生戰爭，遣使為兩國斡旋。
此時，陳廢帝覺察到胡季犛的權勢太大，與大臣陳顎合謀，欲銷胡季犛兵權。但胡季犛已經意識到了這一圖謀，搶先向太上皇陳藝宗進讒。於是藝宗於1388年12月脅迫廢帝退位，廢為靈德大王，在太陽府將其縊殺，參與謀害胡季犛的大臣也都受到了牽連。
廢帝死後，陳順宗將他的屍體葬於安排山。